# Emun Elliott

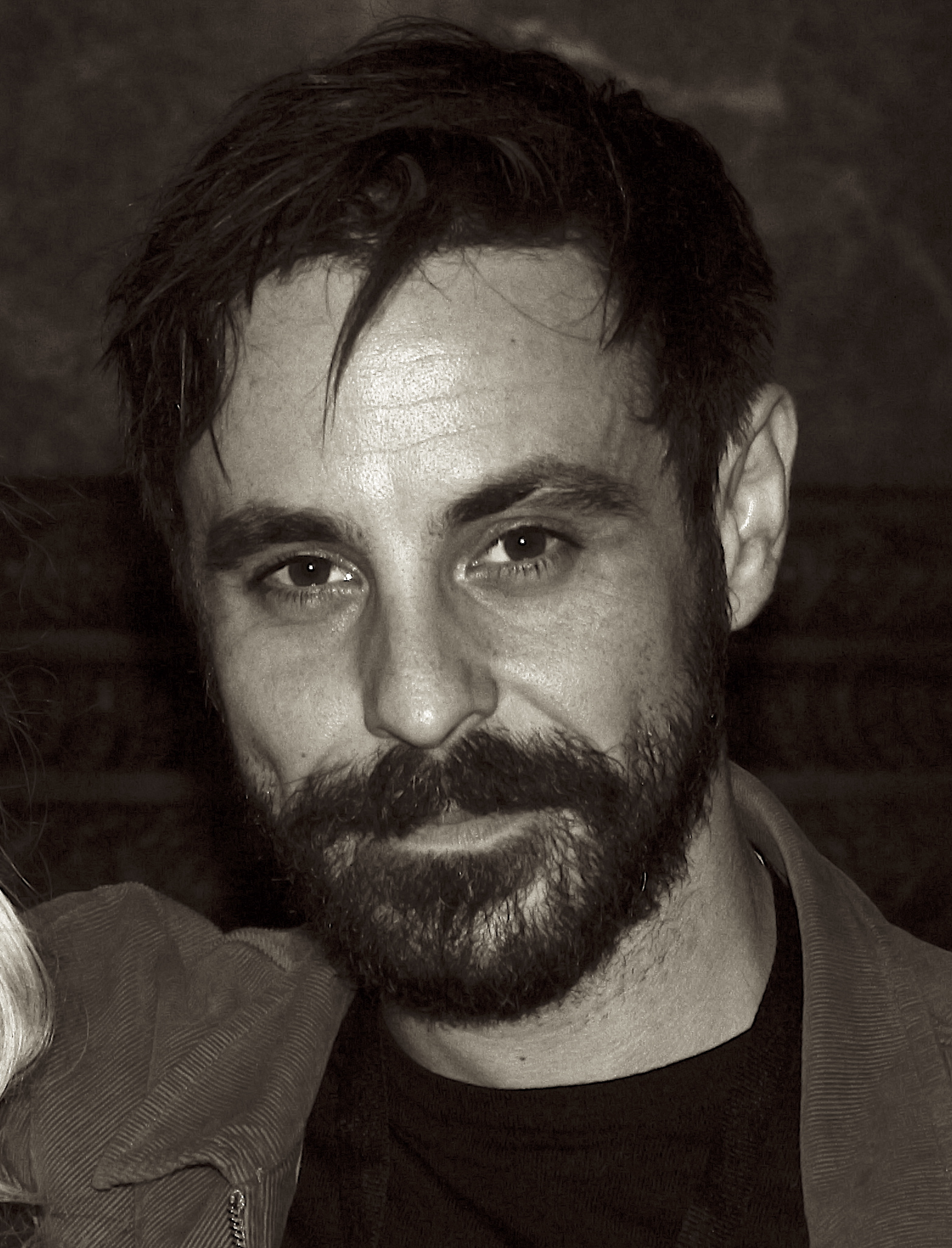
Emun Elliott, 2017

Emun Elliott (* 28. November 1983 in Edinburgh als Emun Mohammadi) ist ein schottischer Schauspieler.

## Leben
Elliott wurde als Emun Mohammadi als Sohn eines Persers und einer Schottin in Edinburgh geboren. An der University of Aberdeen belegte er die Fächer Englische Literatur und Französisch. Nach einem Jahr brach er dieses Studium ab und wechselte an die Royal Scottish Academy of Music and Drama (RSAMD) in Glasgow, wo er 2005 seinen Abschluss am Institut für Schauspiel machte.
Unmittelbar nach seinem Besuch der Universität erhielt er seine erste Fernsehrolle als Danny in einer Folge der TV-Serie Monarch of the Glen. In der Miniserie (Sechsteiler) Feel the Force hatte er wenige Monate später mit der Rolle des PC MacGregor erstmals eine Hauptrolle inne. Es folgten weitere Besetzungen in Afterlife und The Clan. 2009 folgte eine Hauptrolle in der Miniserie Paradox. 2010 spielte er in Black Death an der Seite von Hollywood-Größen wie Sean Bean und Carice van Houten den gläubigen Krieger Swire. Weiterhin war er in den Serien Game of Thrones (als Barde Marillion), Lip Service und im Zweiteiler Das verlorene Labyrinth zu sehen. Ab dem Jahr 2012 übernahm er in zwei Staffeln der BBC-Fernsehserie The Paradise die Hauptrolle des John Moray. 2015 spielte er in Star Wars: Das Erwachen der Macht die Rolle des Major Taslin Brance.

## Filmografie
- 2005: Monarch of the Glen (Fernsehserie, Episode 7x05)
- 2006: Feel the Force (Miniserie, 6 Episoden)
- 2006: Afterlife (Fernsehserie, Episode 2x01)
- 2009: The Clan
- 2009: Paradox (Miniserie, 5 Episoden)
- 2010: Black Death
- 2010: George Gently – Der Unbestechliche (Inspector George Gently, Fernsehserie, Episode 3x02)
- 2010–2012: Lip Service (Fernsehserie, 8 Episoden)
- 2011: Game of Thrones (Fernsehserie, 4 Episoden)
- 2011: Vera – Ein ganz spezieller Fall (Vera)
- 2011–2012: Threesome (Fernsehserie, 14 Episoden)
- 2012: Prometheus – Dunkle Zeichen (Prometheus)
- 2012: Strawberry Fields
- 2012: Falcón
- 2012: Das verlorene Labyrinth (Labyrinth)
- 2012–2013: The Paradise (Fernsehserie, 16 Episoden)
- 2013: Mission
- 2013: The Ring Cycle
- 2013: Rubenesque (Fernsehfilm)
- 2013: Drecksau (Filth)
- 2014: The Ring Cycle
- 2014: Exodus: Götter und Könige (Exodus: Gods and Kings)
- 2015: Scottish Mussel
- 2015: National Theatre Live: A View from the Bridge
- 2015: Star Wars: Das Erwachen der Macht (Star Wars: The Force Awakens)
- 2016: Jonathan Creek (Fernsehserie, Episode 5x04)
- 2017: Clique (Fernsehserie, 6 Episoden)
- 2017: 6 Days
- 2017: Verrate mich nicht (Trust Me, Miniserie, 4 Episoden)
- 2018: Der Honiggarten – Das Geheimnis der Bienen (Tell It to the Bees)
- 2019, 2021: Guilt – Keiner ist schuld (Guilt, Fernsehserie, 8 Folgen)
- 2021: Old
- 2023: Fearless Flyers – Fliegen für Anfänger (Northern Comfort)
- seit 2023 Das Gold (The Gold, Fernsehserie)